# Santa Maria dels Còrrecs
Santa Maria dels Còrrecs, o la Mare de Déu dels Còrrecs és una capella de la catedral de Perpinyà, a la comarca del Rosselló, de la Catalunya del Nord.
És al costat mateix de l'església actualment catedral de Sant Joan Baptista, per tant és en el barri de Sant Joan. La capella dels Còrrecs no és visible exteriorment. Només és visible a l'interior, a través del passadís que s'obre dessota del gran orgue de la catedral.

## Història

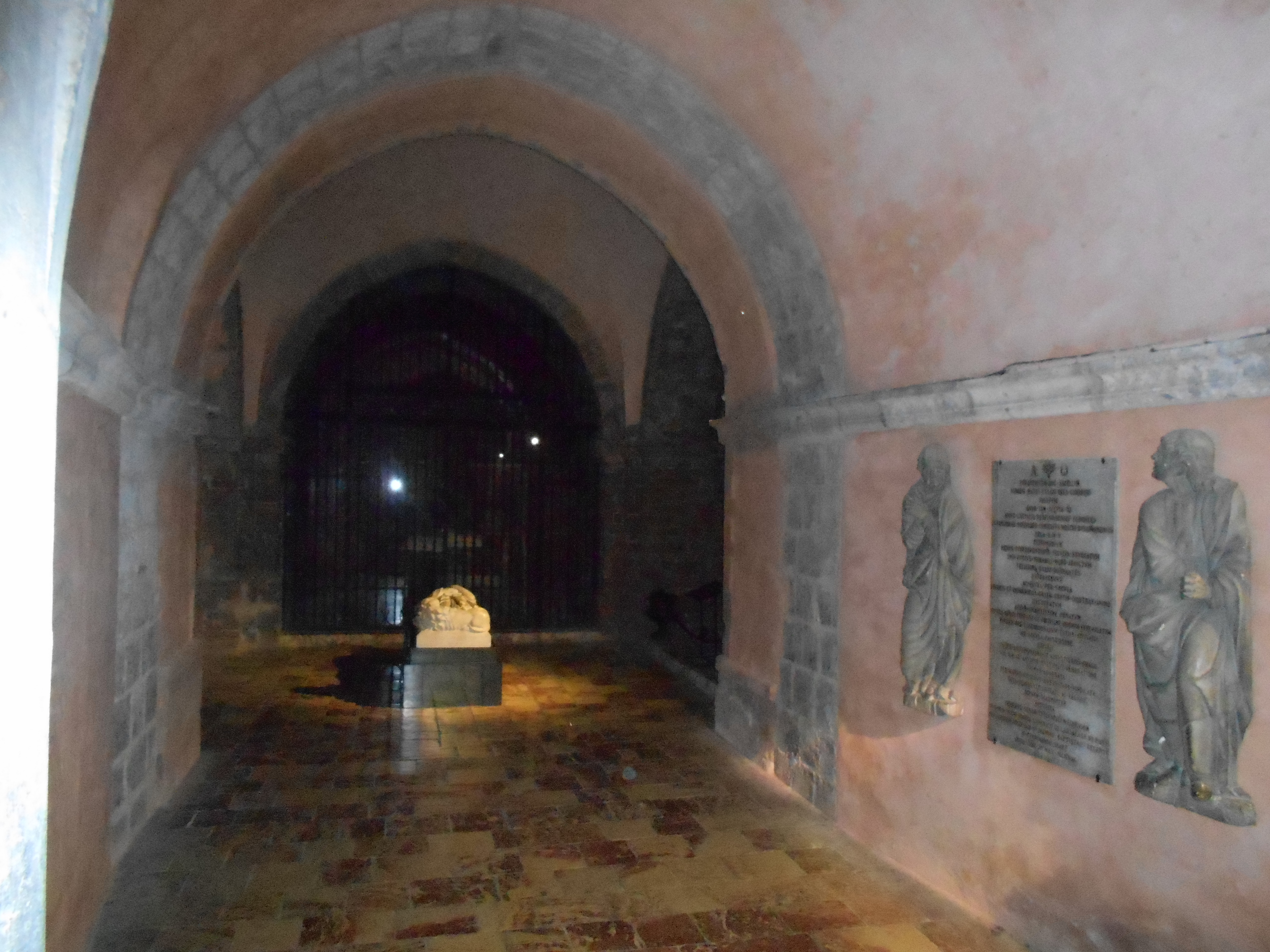
Nau que enllaça la catedral amb la capella

Santa Maria dels Còrrecs, que té aquest nom pel fet de trobar-se a la riba del còrrec que davallava del Puig dels Teixidors, o de Sant Jaume, fou la segona església parroquial, des del punt de vista cronològic, de Perpinyà. De la primera no en queden més que els fonaments, sota l'església de Sant Joan el Vell, al costat mateix de Santa Maria dels Còrrecs, i la tercera fou, precisament, Sant Joan el Vell.

## L'edifici

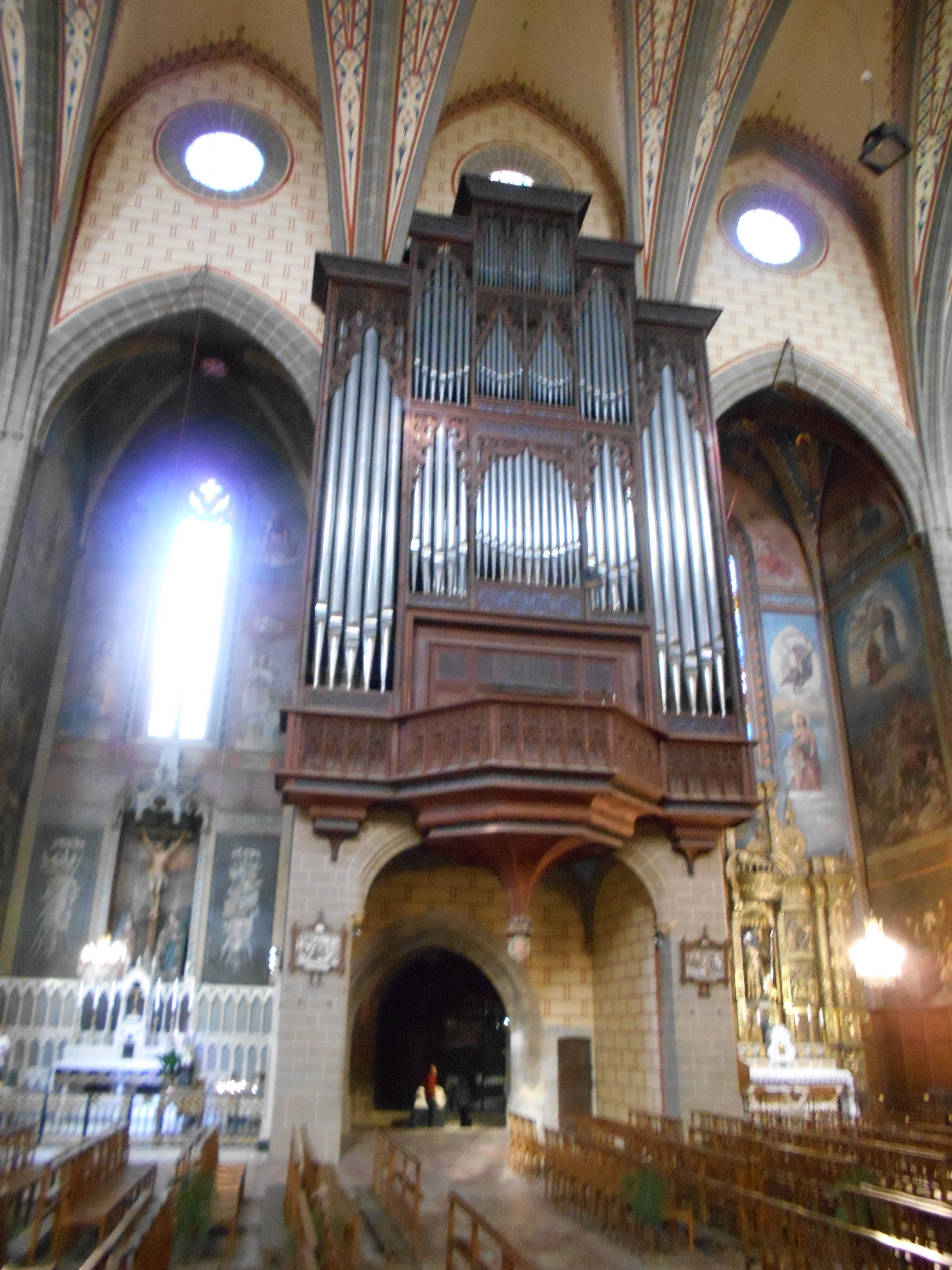
Orgue de la catedral. Dessota seu, el passadís d'accés a Santa Maria dels Còrrecs

Aquesta capella és un preciós monument de l'arquitectura romànica del segle xi. L'element més destacable és la portalada, feta de gres rogenc. Pel caràcter, la puresa i la delicadesa de les seves motllures, la corba harmoniosa del seu arc semicircular, constitueix una
veritable obra mestra de l'art romànic. Els muntants acanalats semblen pilastres antigues. Hom diria que es tracta d'una decoració inspirada en l'arquitectura gal·lorromana. És ver que se'n troben altres exemples en ple segle xii, també a casa nostra.
Aquest portal servia de porta d'entrada a l'església del segle xi. Per tant, fou durant molt de temps una obra exterior. La façana de l'església s'alçava al seu damunt, i encara existeixen finestres actualment cegues que tenen tot el caràcter de l'arquitectura romànica del seu temps. Un porxo precedia aquesta portalada i servia principalment d'abric contra la intempèrie.
Actualment està englobada com a absidiola i col·lateral meridional de l'església de Sant Joan el Vell, alhora que forma part de la base del campanar de la catedral de Sant Joan Baptista: n'és la planta baixa, mentre que la capella de Sant Miquel Arcàngel n'és el primer pis.

## Sepulcre reial

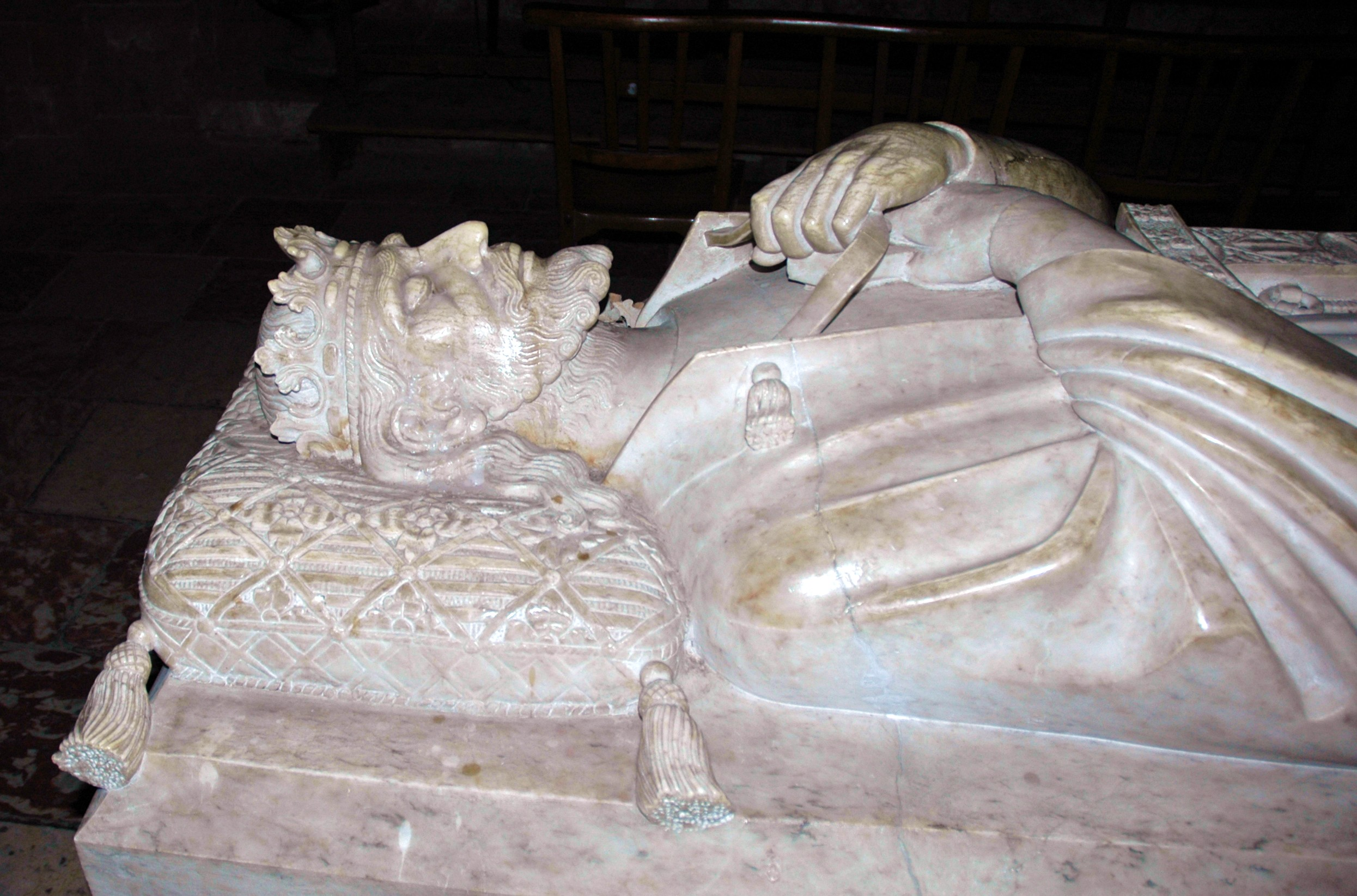
Sepulcre de Sanç I de Mallorca

A la capella hi ha la tomba de Sanç I el Pacífic, rei de Mallorca i comte del Rosselló i la Cerdanya, que va començar a construir l'actual edifici de la catedral. El sepulcre, amb una escultura jacent, és obra de Frederic Marès i Deulovol. També hi fou sebollida Esclarmonda de Foix, esposa del rei Jaume II de Mallorca.